# 화재안전특별조사

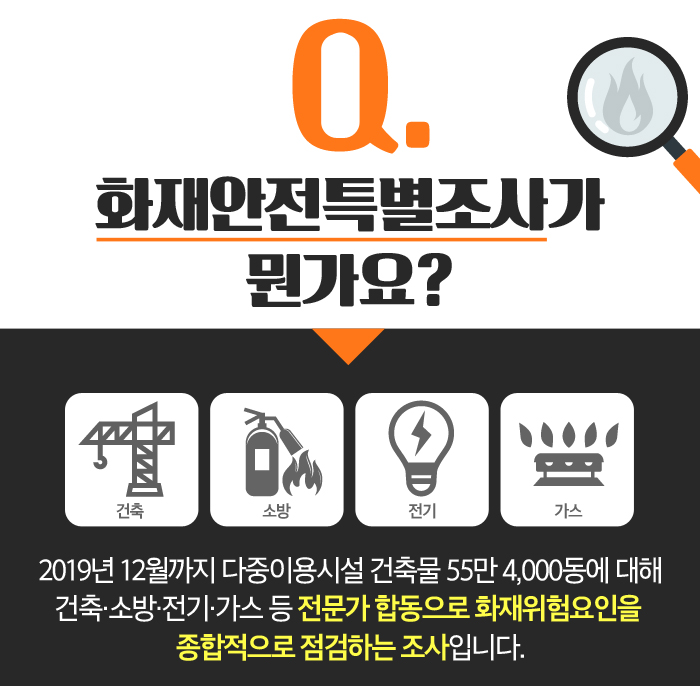
화재안전특별조사 카드 뉴스

화재안전특별조사는 제천, 밀양화재를 계기로, 대형화재 참사의 재발 방지와 화재예방의 전기 마련을 위해 청와대가 주관하고 범부처가 참여하는 시설 안전 조사이다.

## 배경

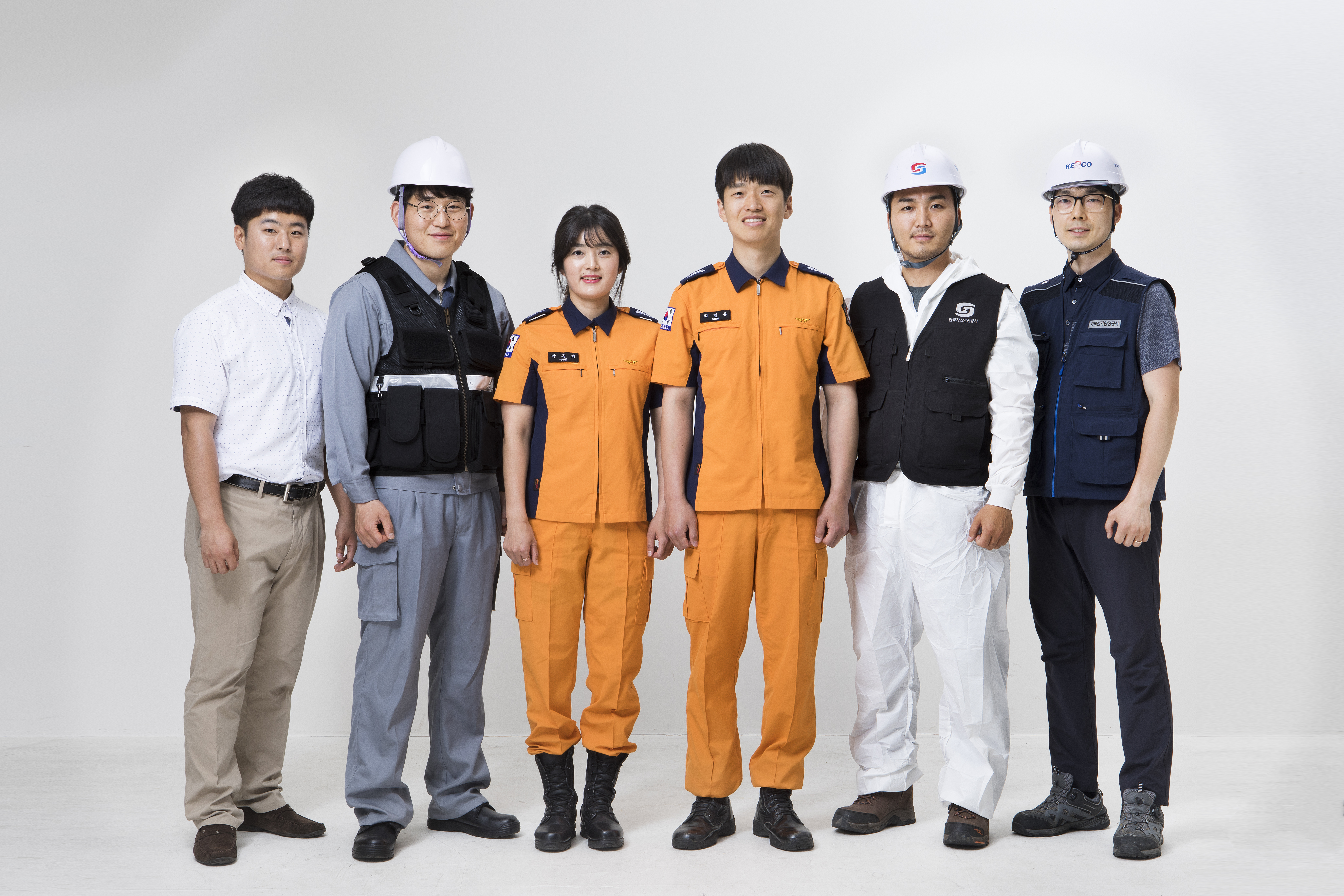
화재안전특별조사에는 건축·소방·전기·가스 관계기관 전문가들이 공동으로 참여하였다.

2018년 7월 제천 밀양화재를 계기로, 대형화재의 예방을 위해 청와대가 주관하고 범부처가 참여하는 ‘화재안전대책 특별TF’를 구성되었으며 중점시책으로 이번달 7월 9일부터 화재안전특별조사 실시하였다. 소방청 등 참여 기관은 화재위험성이 높고 대형인명피해가 우려되는 건축물 약 55만개동에 대하여 건축·소방·전기·가스 분야별 전문가와 시민 참여단으로 점검반을 구성하여 화재 위험요인과 안전시설을 종합 적으로 조사하였다. 그 결과를 토대로 건물안전정보시스템을 구축하여 화재안전정책 수립 및 인명구조․화재진압작전 등에 활용하고, 조사결과에 대한 정보공개를 통해 건물주로 하여금 화재위험요인을 보수․보강하도록 유도하였다. 사람 중심의 화재안전 기준과 제도를 만들어 안전도 권리로 보장한다는 것이 특별조사의 취지였던 만큼 우선적으로 거동이 불편한 어르신, 장애인이나 어린이와 같은 재난약자를 배려하는 방향으로 화재안전기준과 제도를 정비하고, 건물의 화재안전과 관계된 전문지식이나 기술적인 문의사항에 대하여 전문조사반이 무료 안전컨설팅을 통해 문제해결을 도와주었다.

## 개요
- 기간 : 2018. 7 ~ 2019. 12
- 대상	다중이용시설 등 55만4천개동[2][3]
- 방법	소방․건축․전기 등 전문가로 조사반 편성
- 조사반 : 건물규모별 3개 유형으로 구분하여 운영하고, 국민생활 밀접시설 조사시에는 시민 참여
- 조사내용 : 물적요인[4], 인적요인[5], 환경적요인[6] 종합조사

## 추진 경과

### 2018. 4～6월 실시준비
- 채용인력 합격자 발표, 조사장비 구매, DB구축안 설계
- 조사반 직무교육, 전문가 그룹 인터뷰, 집중 홍보
- 응급키트 구성품 설계 및 구매 완료
- 전용 홈페이지(마이크로페이지) 개설 및 자료 제공(Q&A코너 운영)

### 2018. 7～12월 1단계 점검
- 1단계 특별조사(17만2천동), 상황관리반 운영
- 중간점검 설문조사(점검완료 건물 관계자 대상)
- 건축물소방정보통합D/B 구축 및 자료입력
- 국가안전정보통합플랫폼 구축 BPR/ISP 실시

### 2019. 1～6월 상반기 점검
- 상반기 점검(19만여동), 상황관리반 운영
- 2018년도 1단계 점검결과 D/B의 현장활용 본격화
- 안전관리 우수건물 공개 및 홍보(전용 홈페이지)

### 2019. 6～12월 하반기 점검
- 하반기 점검(19만여동), 상황관리반 운영
- 국가안전정보통합플랫폼 구축사업 시범 운영

## 결과
소방청은 2019년 7월 8일 보도자료를 통해 다중이용시설 등 55만개동에 대한 화재안전 특별조사가 시행 1년차로 지난 5월말까지 60%에 대해 조사를 완료했다고 발표했다. 건축․소방․전기․가스분야 전문가와 조사보조요원으로 편성된 합동조사반(798개반, 2,755명)이 조사를 실시하였다. 또한, 국민생활과 밀접한 시설에 대해서는 시민조사단이 참여하였다. 조사 중점사항은 건축, 전기 등 화재안전과 관련있는 분야를 총 6개 분야 270개 항목에 대해 조사를 실시하였다. 또한 시설물의 안전관리 실태는 물론 이용자 특성과 소방서와의 거리, 소방관서 대응활동사항 등 환경적 요인도 조사하여 화재진압에 필요한 자료도 확보하였다.
2019년 5월 말 기준으로 점검대상 건축물 약 55만 개동의 60%인 약 34만개동에 대해 조사를 완료했다. 조사결과 양호한 시설이 119,861(35.2%), 경미한 사항이라도 한가지 이상 적발 된 곳은 199,968(58.8%)였다. 휴폐업 등으로 조사를 실시하지 못한 곳은 20,259(6.0%)으로 나타났다.
지적사항이 나온 199,968개동에서 소방, 건축, 전기, 가스분야에서 총 872,607건이 지적되었다. 화재안전과 직결되는 소방시설의 고장 방치, 비상구폐쇄, 방화구획 훼손, 가스배관불량 등 중대위반사 항은 1.9%인 16,401건이 적발되었다. 그리고 피난구 유도등 점등 불량, 가스배관 도색불량, 주차장 물건적재와 같은 경미한 사항은 98.1%인 856,206건이었다.
소방청은 조사결과 지적사항 중 중대 위법사항이 있는 6,182동에 대 해서는 행정명령 271, 과태료 부과 553, 입건 58, 기관통보 5,300 등 법적 조치 후 30일 이내에 보수·정비토록 했으며 경미한 사항은 합동조사단 전문가 컨설팅을 받아 시설을 개선하도록 했다. 건축, 전기, 가스분야의 보수․정비가 필요한 사항은 해당기관에 통보해 시정조치토록 했다. 소방청은 조사결과를 분석해서 그 결과에 따라 화재안전 개선대책을 마련하고, 건축물 화재안전정보 데이터베이스를 구축해서 현장대응활동 정보자료로 활용할 예정이다. 소방청은조사대상에 대해 단계적으로 안전 관리등급을 평가했으며 2020년부터는 화재안전등급 정보를 일반인에게 공개하였다.

### 결과활용

#### 시설개선
- 관계인에게 조사결과표를 현장에서 교부하여 신속한 개선 유도
- 공식 조사결과는 서면통보 및 홈페이지 이용 무료 컨설팅

#### 위법·불량사항 조치
- 불량정도에 따라 시정조치, 개선권고, 의법조치로 구분하여 처분 (시설 개선 및 안전도 강화 중점 지도)
- 중대사항은 즉시조치, 개선사항은 유예기간 부여 자발적 개선기회 부여
- 개선 또는 시정에 필요한 기술적인 사항은 전문가 무료컨설팅 실시

#### 소방현장활용 DB 구축
- 건축물 동(棟)단위로 조사, 골든타임 내 신속한 인명구조와 화재확산 차단작전 전개를 위한 ‘건축물 화재안전정보DB’ 구축,
- 20년 개설 예정인 (가칭)‘국가안전정보통합플랫폼’과 연계 활용

#### 소방력 보강
- 조사결과를 분석, 관할 소방관서 대응력의 적정성을 평가하고, 취약지역에 대해서는 장비보강 및 소방인력 우선 충원 등 조치

#### 비상키트 보급
- 특별조사 홍보 및 정책수용성 제고를 위하여 긴급 안전조치에 필요한 물품(탈출로 안내표지, 비상탈출마스크 등)을
- 안전관리자에게 보급

### 조사결과 대국민 공개
- 자발적인 시정기회를 부여하고, 국민들에게 안전한 건물에 있는 시설을 선택할 수 있도록 필수 안전정보 공개
- 공개방식, 공개범위 설정 및 법적근거 마련은 각계 의견수렴 등을 통해 추진